# Bushmaster Protected Mobility Vehicle
El Bushmaster Protected Mobility Vehicle (en español: vehículo de movilidad protegida Bushmaster o vehículo de movilidad de infantería) es un transporte blindado de personal con tracción en las cuatro ruedas construido en Australia. El Bushmaster fue diseñado principalmente por Australian Defense Industries (ADI), entonces propiedad del gobierno, y actualmente es producido por Thales Australia luego de la adquisición de ADI. El Bushmaster está actualmente en servicio con el Ejército Australiano, la Real Fuerza Aérea Australiana, el Real Ejército de los Países Bajos, el Ejército Británico, la Fuerza Terrestre de Autodefensa de Japón, el Ejército de Indonesia, el Regimiento de Infantería de Fiji, las Fuerzas de Defensa de Jamaica, el Ejército de Nueva Zelanda y las Fuerzas Armadas de Ucrania.
El transporte de infantería, incorporando protección total contra disparos de armas pequeñas, fue la función principal para la que fue diseñado el Bushmaster; La infantería desmontaría del vehículo antes de entrar en acción. Como estaba ligeramente blindado, inicialmente se utilizó el término vehículo de movilidad de infantería (IMV), en lugar de vehículo blindado de personal, para distinguir al Bushmaster de los APC con ruedas y orugas más pesados utilizados por el ejército australiano, como el ASLAV y el M113. Más tarde se descubrió que el acero de alta dureza especificado para el Bushmaster significaba que generalmente ofrecía una mejor protección contra armas balísticas y artefactos explosivos improvisados que las aleaciones de aluminio utilizadas en los ASLAV y M113. Para reflejar esta capacidad, posteriormente fue redesignado como "Vehículo de movilidad protegida" (PMV).